# Horná Súča
Horná Súča (ungarisch Felsőszúcs) ist eine Gemeinde im Trenčiansky kraj in der Westslowakei.

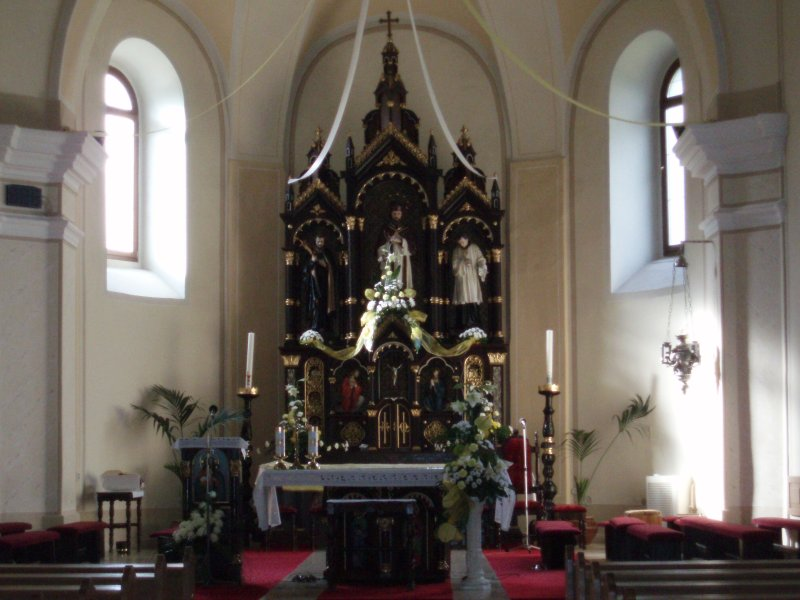
Altar der Kirche in Horná Súča

Der Ort liegt in den Weißen Karpaten am Bach Súčanka an der Grenze zu Tschechien, etwa 16 km nördlich von Trenčín gelegen. Der höchste Punkt des Katastralgebietes ist der Javorník (783 m n.m.). Neben dem Hauptort Horná Súča gliedert sich die Gemeinde noch in diese Ortsteile: Dolná Závrská, Dúbrava, Horná Závrská, Krásny Dub, Trnávka und Vlčí Vrch. Daneben gehören auch weitere Kleinsiedlungen zum Gemeindegebiet.
Der Ort wurde zum ersten Mal 1204, gemeinsam mit der heutigen Gemeinde Dolná Súča, als de Sucza erwähnt. Seit dem 16. Jahrhundert sind die beiden heutigen Gemeinden getrennt erwähnt.
Bis 1918 gehörte der Ort im Komitat Trentschin zum Königreich Ungarn und kam danach zur neu entstandenen Tschechoslowakei, bzw. heute Slowakei.

## Bevölkerung
| Jahr                | 1994 | 2004    | 2014    | 2024    |
| ------------------- | ---- | ------- | ------- | ------- |
| Anzahl der Personen | 3640 | 3503    | 3422    | 3281    |
| Unterschied         |      | −3,76 % | −2,31 % | −4,12 % |

| Jahr                | 2023 | 2024    |
| ------------------- | ---- | ------- |
| Anzahl der Personen | 3276 | 3281    |
| Unterschied         |      | +0,15 % |